# Storbrotten
Storbrotten var ett finländskt fyrskepp på grundområdet i Ålands hav med samma namn, som år 1959 ersattes av en lysboj.

## Historia
Det första fyrskeppet på positionen  lades ut år 1908. Det byggdes av  
Maskin och Bro i Helsingfors och hade en ångmaskin med 200 hästkrafter. Skrovet, som var av järn, var 34,1 meter långt och 7,6 meter brett och täckt av ett tättslutande väderdäck. På fördäck fanns ett rörformat fyrtorn som   var försett med en lanternin med fresnellins och acetylendriven klippljusapparat. En spjälballong hissades i aktermasten när hon låg på sin position. Vintertid övervintrade hon i Åbo eller Mariehamn.

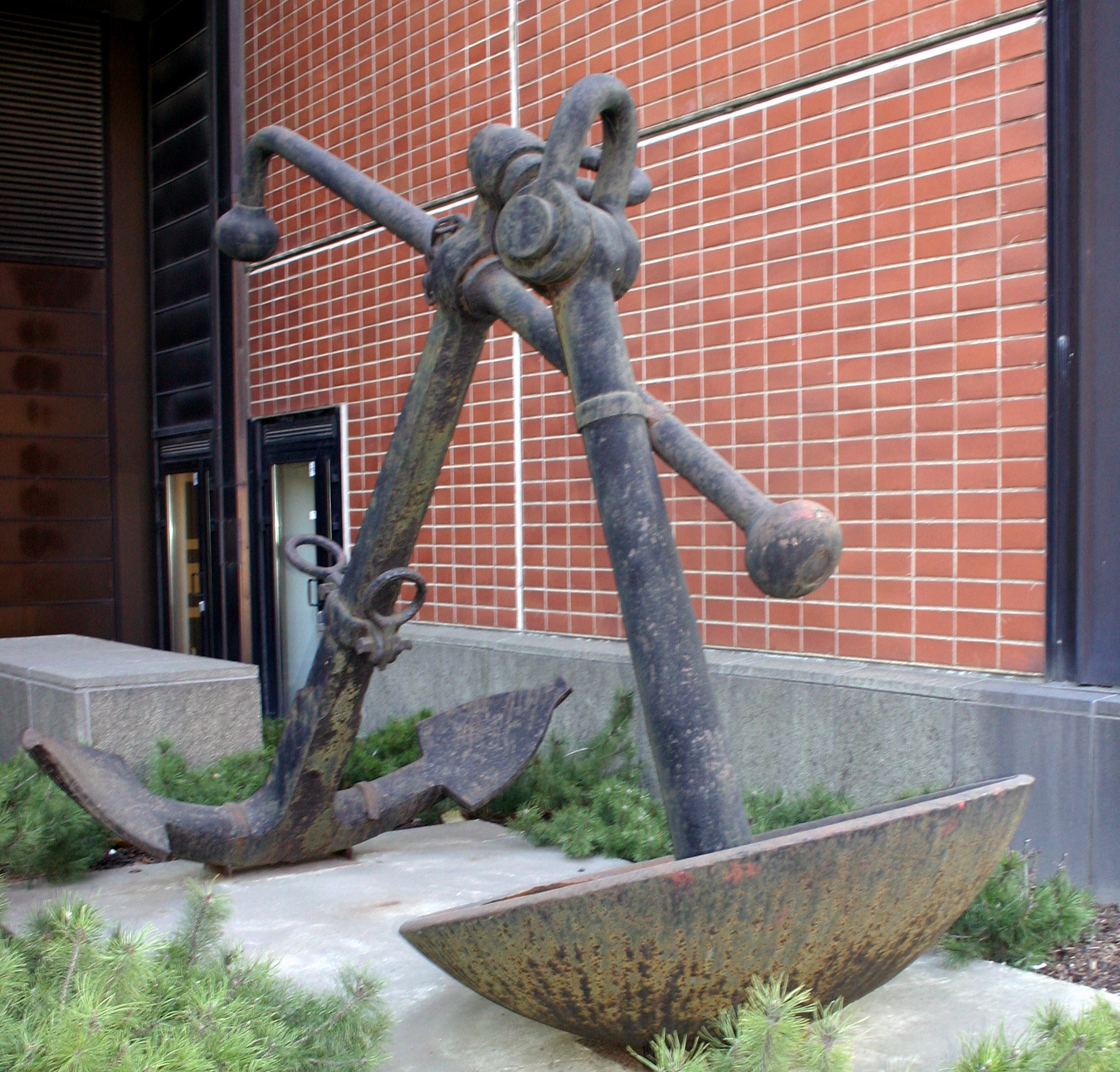
Fyrskeppet Storbrottens ankare och skålankare framför Sjöfartsverkets tidigare kontor i Helsingfors.

Fyrskeppet sprängdes och sänktes av en flytande sjömina från första världskriget den 21 september 1922. Endast en av  besättningen på sju man överlevde. Vraket ligger på 53 meters djup
Flera föremål har bärgats från fartyget och dess öde har dokumenterats i en film från Finlands fyrsällskap.
Det sänkta fartyget ersattes tillfälligt av fyrskeppet Relandersgrund som var reservfartyg. Ett ersättningsfartyg med samma namn byggdes på varvet Vulcan i Åbo och lades ut på sin position i juni 1925. Det var isförstärkt och kunde därför ligga ute nästan året runt. Fartyget var lite större än den ursprungliga Storbråten och hade en ångmaskin med 260 hästkrafter.
Under andra världskriget fungerade fyrskeppet som rörlig lotsstation i Ålands skärgård. År 1959 togs det ur tjänst och ersattes med lysboj. Fartyget byggdes om och  tjänstgjorde som moderfartyg vid sjömätning i Bottniska viken under namnet Pauha.